# キティ・ジェノヴィーズ事件
キティ・ジェノヴィーズ事件 (Murder of Kitty Genovese) とは、1964年3月13日にアメリカ合衆国・ニューヨーク州クイーンズ郡キュー・ガーデン地区で発生した殺人事件である。キティ・ジェノベーゼ事件とも表記される。
この地区に住むキティ（Kitty）ことキャスリーン・ジェノヴィーズ (Catherine Genovese) が、帰宅途中にキューガーデン駅の近くで暴漢ウィンストン・モーズリー (Winston Moseley) に殺害された事件であり、ニューヨーク・タイムズは「ジェノヴィーズは大声で助けを求めたが、近所の住人は誰ひとり警察に通報しなかった」と報じた。
この事件がきっかけとなり、傍観者効果が提唱された。

## 事件の概要
事件当日、ジェノヴィーズはキュー・ガーデン地区とは別地区であるホリスにてバーのマネージャとして未明まで仕事をしていた。自宅近くの駐車場まで車で帰宅し、そこから自宅まで歩いているところをモーズリーにナイフで背中を刺された。ジェノヴィーズが悲鳴を上げると、アパートの窓に明かりがともり、1人の住人が窓を開け、ジェノヴィーズを離すよう怒鳴った。モーズリーは住民を見上げ、肩をすくめると、ジェノヴィーズから離れ、自分の車まで歩いて行った。しかし、窓の明かりが消えると、モーズリーは、また向きを変えて、自分の部屋に帰ろうとしたジェノヴィーズを再度刺した。ジェノヴィーズは再び叫び声を上げると、建物の明かりが灯った。だが、モーズリーはジェノヴィーズのもとへ戻り、首などを刺す致命傷を負わせた。モーズリーは自分の車に乗って立ち去った。
その後、同じアパートに住む男性が警察に通報したが、ジェノヴィーズはすでに亡くなっていた。事件から6日後、モーズリーを逮捕し、起訴した。裁判の結果、一審では死刑を宣言されたが、二審では終身刑となった。
モーズリーは事件前から同様の犯行を繰り返して傍観者心理を理解していたらしく、早々に住人に発見されたにもかかわらず逃げなかった理由について、「発見者はすぐ窓を締めて寝るだろうと思ったし、その通りになった」と告白している。
2015年、ジェノヴィーズの弟が当時の目撃者を訊ねて話を聞いて歩くドキュメンタリー映画『38人の沈黙する目撃者』が公開された。38人の目撃者とされた人の中には、声を聞いたけれど何も見えなかった人、犯人は見ずにジェノヴィーズが歩き去る姿だけを見た人、すぐに警察に電話をしたが「すでに連絡を受けています」と言われた人（警察の記録には残っていない）などがいた。事実、当時の報道を疑問視する調査が事件から40年以上が経過した時期以降に発表されている。
モーズリーは仮釈放を18回拒否された末、2016年3月28日にニューヨークのクリントン矯正施設にて81歳で獄死した。

## 類例

### 同種事例
- 滋賀電車内駅構内連続強姦事件 - 傍観者効果の実例。
- 中国仏山市女児ひき逃げ事件

### 対照的な事例
日本の和歌山県御坊市では2009年（平成21年）、医師の男が女子高生のスカートの中を盗撮したが、それを偶然見ていた通行人の男性2人が被害者にそれを伝えた上で「追いかけてくれ」と叫び、それを聞いた男子高生らが犯人の男を自転車で追いかけて捕まえたという事件があった。『わかやま新報』はこの事件に言及した際、同事件と対照的な事例としてキティ・ジェノベーゼ事件に言及、無関心さや「誰かが助けるだろう」という気持ちが責任の分散になりやすいと評している。